# Savaspes Arzerúnio
Savaspes Arzerúnio foi um nobre armênio do século IV, ativo no reinado dos reis Tigranes VII (r. 339–350) e Ársaces II (r. 350–368).

## Vida
Savaspes era filho de Vache I. Sob Tigranes, o grão-camareiro Hair matou vários nacarares (nobres), inclusive Arzerúnios. Vasaces I e Artavasdes II salvam Savaspes, levando-o para junto deles em Taique, onde foi criado pelos Mamicônios e casado com uma filha de nome desconhecido de Vasaces ou uma irmã sua, também de nome incerto; como único sobrevivente de sua família, certamente era pai de Meruzanes I. 
Segundo Fausto, no tempo de Ársaces II (r. 350–368) Savaspes estava na comitiva de Hair em sua viagem para Nísibis. Savaspes Arzerúnio se aproximou e contou uma história fictícia de que viu um urso branco a Hair, que se encantou e foi convencido a montar um corcel para procurar o animal. Entraram na floresta e esperaram e quando estavam nos arbustos, Savaspes ficou um pouco para trás e atingiu-o com uma flecha, supostamente matando-o.